# Joaquim Marín i Mendoza
Joaquim Marín i Mendoza (Borriana, Plana Baixa, 23 d'abril de 1727 - San Roque, Andalusia, 1782) fou un jurista i erudit valencià.
Es doctorà en filosofia i lletres i en dret per la Universitat de València, on fou deixeble de Gregori Maians i Siscar. Entre el 1772 i el 1780 fou catedràtic de dret natural als Reials Estudis de San Isidro i membre numerari de la Reial Acadèmia de la Història. Fou autor de l'obra Historia de la milicia española desde las primeras noticias que se tienen por ciertas hasta los tiempos presentes (1776), una mena de sinopsi històrica del dret natural, i Historia del derecho natural y de gentes (1776) i anotà unes quantes obres de jurisprudència.